# Diego Azócar
Diego Azócar (* 3. Oktober 1988) ist ein ehemaliger argentinischer Biathlet.

## Karriere
Diego Azócar startete im August 2010 bei den Biathlon-Südamerikameisterschaften in Portillo und Bariloche. Bei der Meisterschaft, die als Rennserie ausgetragen wurde, wurde Azócar in Portillo 20. des Einzels sowie des Sprintrennens. Beim Sprintrennen in Bariloche wurde er Elfter. In der Gesamtwertung, in die nur drei der vier Rennen eingingen, belegte er den 20. Platz. Auch bei den Südamerikameisterschaften 2012 war Azócar am Start, belegte aber in Massenstart und Sprint den letzten respektive vorletzten Rang. Seitdem trat er nicht mehr in Erscheinung.